# Ostrá Kečka
Ostrá Kečka (nazývaná také Ostrá Kačka) je vrch v Strážovských vrších. měří 938 m n. m. 
Za příznivého počasí je z ní vyhlídka.

## Poloha
Leží severně od obce Čičmany, v katastru Sádočného. 